# Гришине (Курманський район)
Гри́шине (до 1948 року — Токулча́к, крим. Toqulçaq) — село в Україні, у Курманському районі Автономної Республіки Крим.
Відстань від райцентру до населеного пункта становить 40 кілометрів по прямій.

## Історія
З 2014 року село тимчасово перебуває під окупацією РФ.
До 2023 року село перебувало у складі Первомайського району (нині — Курманський район).
4 січня 2024 року в Гришиному було знищено склад боєприпасів внаслідок комплексної спецоперації ГУР МО України.